# Сиванівський провулок
Сиванівський прову́лок — провулок у Святошинському районі міста Києва, селище Біличі. Пролягає від вулиці Патріарха Володимира Романюка до тупика. 

## Історія
Провулок виник у першій половині XX століття, мав назву Жовтневий. 
Сучасна назва, що походить від кутка Сивані селища Біличі, яким пролягає вулиця — з  2022 року.

## Зображення

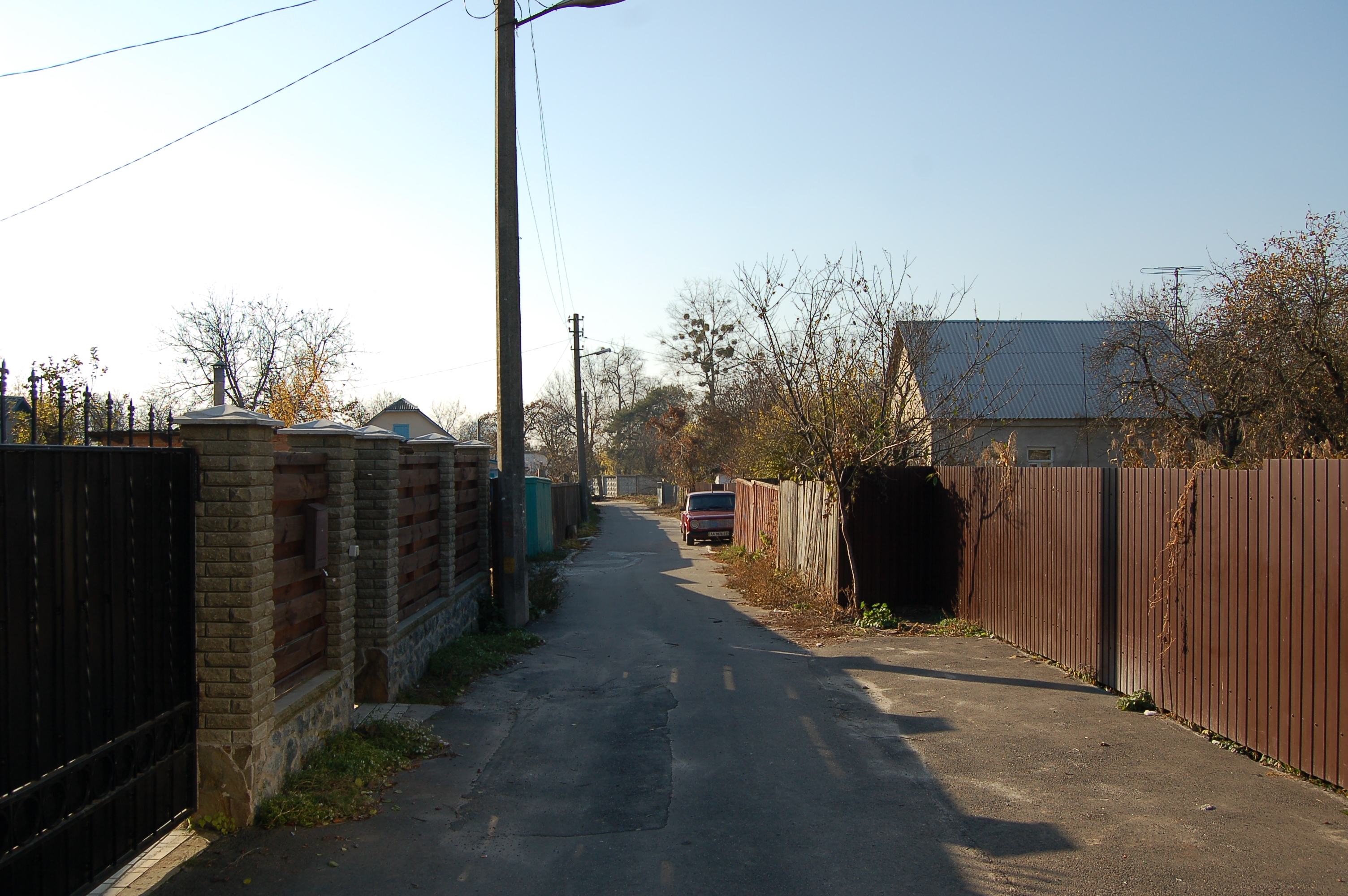